# Eiffel Flats
Eiffel Flats – wioska w Zimbabwe, położona 7 km od miasta Kadoma. Założona w 1905 w związku z rozwojem przemysłu wydobywczego złota w okolicy. Na terenie znajdowały się 2 kopalnie, które obecnie są zamknięte, choć złoto jest nadal wydobywane.